# Idols South Africa
Idols South Africa è un talent show sudafricano che consiste in una competizione canora fra concorrenti scelti per mezzo di audizioni e selezioni effettuate da giudici e, nelle fasi finali, dal pubblico, tramite televoto. Si tratta della versione locale del franchise britannico Pop Idol.
Di Idols South Africa sono state realizzate diciassette edizioni, di cui sedici in lingua inglese e una in lingua afrikaans, andata in onda nel 2006 come Afrikaanse Idols.

## Vincitori
- Heinz Winckler (1ª edizione, 2002)[1]
- Anke Pietrangeli (2ª edizione, 2003)[2]
- Karin Kortje (3ª edizione, 2005)[3]
- Dewald Louw (edizione in afrikaans, 2006)[4]
- Jody Williams (4ª edizione, 2007)[5]
- Jason Hartman e Sasha-Lee Davids (5ª edizione, 2008)[6]
- Elvis Blue (6ª edizione, 2010)[7]
- Dave van Vuuren (7ª edizione, 2011)[8]
- Khaya Mthethwa (8ª edizione, 2012)[9]
- Musa Sukwene (9ª edizione, 2013)[10]
- Vincent Bones (10ª edizione, 2014)[11]
- Karabo Mogane (11ª edizione, 2015)[12]
- Noma Khumalo (12ª edizione, 2016)[13]
- Paxton Fielies (13ª edizione, 2017)[14]
- Yanga Sobetwa (14ª edizione, 2018)[15]
- Luyolo Yiba (15ª edizione, 2019)[16]
- Zama Khumalo (16ª edizione, 2020)[17]